# لاميفودين/تينوفوفير
لاميفودين/تينوفوفير ديسوبروكسيل (3TC/TDF)، والذي يُباع تحت الاسم التجاري "سيمدو" (Cimduo) -من بين أسماء تجارية أخرى- هو دواء مركب يستخدم للوقاية من فيروس نقص المناعة البشرية/الإيدز، وعلاجه.   يُتناول عن طريق الفم.  يُستخدم مع أدوية أخرى للأشخاص الذين يزيد وزنهم عن 35 كيلوغرام (77 رطل). 
تشمل الآثار الجانبية الشائعة لهذا الدواء الصداع، والألم، والإسهال، والطفح الجلدي، والاكتئاب.  وقد تشمل الآثار الجانبية الأخرى مشاكل في الكبد، ومشاكل في الكلى، والتهاب البنكرياس، وهشاشة العظام، والحماض اللبني، ومتلازمة إعادة بناء المناعة.  بالنسبة لأولئك الذين يعانون أيضاً من التهاب الكبد بي(B)، فإن التوقف عن الاستخدام قد يؤدي إلى تفاقم النتائج.  كما يحتوي هذا الدواء على لاميفودين (3TC) وفومارات ديسوبروكسيل تينوفوفير (TDF) وكلاهما مثبطات لأنزيم النسخ العكسي . 
اعتُمدت هذه التركيبة للاستخدام الطبي في الولايات المتحدة عام 2018.  وكذلك في عدد من الدول الأوروبية.  حصل مُكوِّن اللاميفودين على الاعتماد لأول مرة في عام 1995.  وأضيف إلى قائمة منظمة الصحة العالمية للأدوية الأساسية في عام 2021.   وهو متاح في بعض المناطق باعتباره دواءًا مكافئًا.  واعتبارًا من عام 2023، فقد بلغت تكلفته حوالي 1100 دولار أمريكي في الشهر في الولايات المتحدة، على الرغم من أن تكلفة مكوناته الفردية تبلغ حوالي 140 دولار أمريكي في الشهر إذا اشتُريت بشكل منفصل.  كما يبدو أنه يعمل بنفس فعالية إيمتريسيتابين/تينوفوفير ولكنه أقل تكلفة.  

## الاستخدامات الطبية

### الجرعة
يتم تناول حبة واحدة مرة في اليوم.  تحتوي كل حبة على 300 ملغ من اللاميفودين، و300 ملغ من التينوفوفير. 

## روابط خارجية
- "Lamivudine". Drug Information Portal. U.S. National Library of Medicine. مؤرشف من الأصل في 2020-04-17. اطلع عليه بتاريخ 2023-09-12.
- "Tenofovir disoproxil". Drug Information Portal. U.S. National Library of Medicine. مؤرشف من الأصل في 2020-01-25. اطلع عليه بتاريخ 2023-09-12.
- "Tenofovir disoproxil fumarate". Drug Information Portal. U.S. National Library of Medicine. مؤرشف من الأصل في 2019-06-28. اطلع عليه بتاريخ 2023-09-12.
- "WHO Public Assessment Report: HA414 - Lamivudine/Tenofovir disoproxil fumarate - 300mg/300mg - Tablets - Mylan Laboratories Ltd - India". منظمة الصحة العالمية (WHO). مؤرشف من الأصل في 2020-03-26.
- "Drug Approval Package: Cimduo (lamivudine and tenofovir disoproxil fumarate)". U.S. إدارة الغذاء والدواء (الولايات المتحدة) (FDA). 27 نوفمبر 2018. مؤرشف من الأصل في 2020-03-26. اطلع عليه بتاريخ 2020-03-26.